# Луис Мато
Луис В. Мато (на английски: Louis V. Mato) е американски бизнесмен и политик.

## Биография
Роден е в македонското албанско градче Поградец на 20 юли 1902 или 1903 година. Учи в Албания, след което емигрира в САЩ и учи в бизнес училище в Ред Уинг, Минесота. Живее във Феърчайлд, Уисконсин. Занимава се с търговия с кухненски материали и притежава ресторант. Служи като член на Надзорния съвет на окръг Оу Клер, Уисконсин, на който е вицепредседател. От 1963 до 1971 година е депутат от Демократическата партия в Уисконскинското щатско събрание.
Умира на 9 юни 1989 година.